# الطريق الوطني رقم 1 (الجزائر)
| الطريق الوطنية رقم 1  |                                                                                                  |
| الطريق العابر للصحراء |                                                                                                  |
|                       |                                                                                                  |
| الطول                 | 2335 كم                                                                                          |
| الاتجاه               | شمال - جنوب                                                                                      |
| الحد الشمالي          | الجزائر العاصمة                                                                                  |
| الحد الجنوبي          | الحدود النيجرية                                                                                  |
| المدن الرئيسية        | الجزائر العاصمة، البليدة، المدية، الجلفة، الأغواط، غرداية، المنيعة، عين صالح، تمنراست، عين قزام. |
| الشبكة                | الطرق الوطنية.                                                                                   |
|                       |                                                                                                  |

الطريق الوطني 1 (RN1) أو الطريق الوطني العابر للصحراء، هو طريق صحراوي في معظمه جزائري على طول 2335 كم. يربط الجزائر العاصمة إلى تامنراست - عين قزام.
تاريخيا يعد أول الطرق الوطنية المنجزة سنة 1864،اتسم هذا الطريق دائما بأهميته الكبيرة اذ يعد أهم الطرق الوطنية. ببساطة لأنه يربط الجنوب الجزائري مصدر الثروة بالعاصمة الجزائر مركز السلطة و المال.

## المسار
السالك للطريق من الشمال إلى الجنوب سيعبر ولايات جزائرية هي : ولاية الجزائر - ولاية البليدة - ولاية المدية - ولاية الجلفة - ولاية الأغواط - ولاية غرداية - ولاية المنيعة - ولاية عين صالح - ولاية تمنراست - ولاية عين قزام، بطول يبلغ 2335 كم.

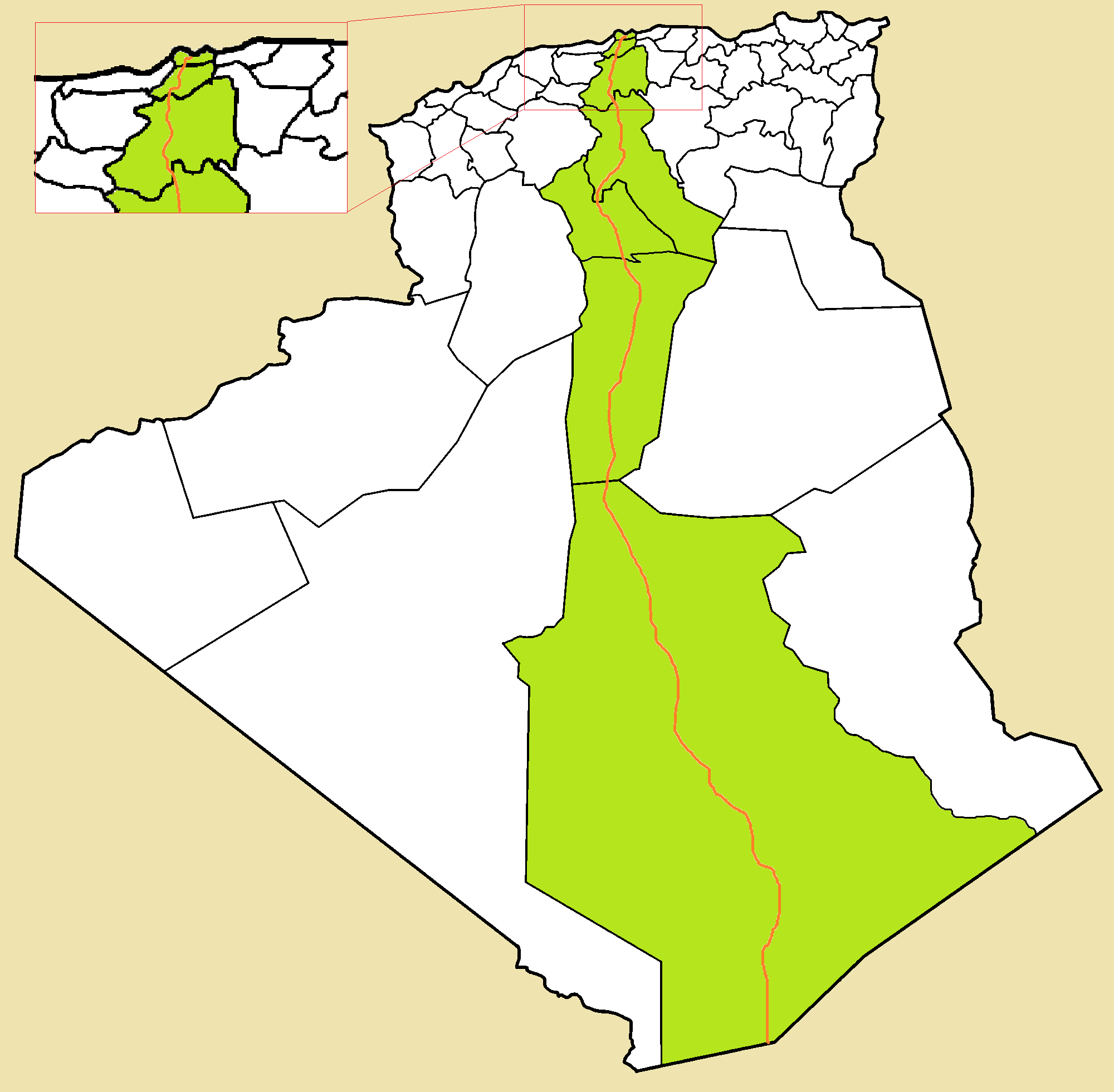
خريطة تمثل مسار الطريق الوطني رقم 01